# Баумгартен, Германн
Германн Баумгартен (нем. Hermann Baumgarten ; 28 апреля 1825, дер. Лессе близ Зальцгиттер, герцогство Брауншвейг—19 июня 1893, Страсбург) — немецкий историк, публицист, политик. Профессор, член исторической комиссии Баварской академии наук.
Один из лидеров немецкого либерализма.

## Биография
Сын и внук пасторов. По окончании в 1842 году гимназии в Вольфенбюттеле, изучал теологию Йенском университете, затем в течение пяти лет — филологию и историю в университетах Галле , Лейпцига, Бонна и Гёттингена.
С 1855 по 1861 год Баумгартен работал журналистом и опубликовал книги по истории Испании во время правления императора Карла V и истории Французской революции. С 1859 года работал с Максимилианом Дункером в газете «Литературной Бюро», которую прусское правительство, использовала для распространения своей пропаганды.
Позже редактировал «Deutsche Reichszeitung» в Брауншвейге, потом для дальнейших занятий историей жил в Гейдельберге, Мюнхене и Берлине и в 1861 году стал полным профессором истории и литературы в Техническом университете Карлсруэ; в 1872 году был приглашен занять ту же кафедру в Страсбургском университете.
Написал несколько публицистических брошюр, исторических сочинений и ряд исторических статей для периодических изданий.
Осенью 1866 года Баумгартен колебался при принятии решения о том, оставаться ли верным либеральным принципам или принять военные и политические успехи Бисмарка. В 1866 году он опубликовал большое эссе под названием «Самокритика немецкого либерализма» в поддержку политики Бисмарка.
Работы Г. Баумгартена, в целом, оказали большое влияние на либеральное движение во время объединения Германии и способствовали созданию в 1867 году германской Национал-либеральной партии . Философские взгляды Баумгартена также имели огромное влияние на политическое развитие его племянника Макса Вебера.

## Труды
Из публицистических брошюр следует упомянуть:
- «Gervinus und seine politischen Ueberzeigungen» (Лейпциг, 1853 г.);
- «Zur Verständigung zwischen Süd und Nord» (Нердлинген, 1859);
- «Самокритика немецкого либерализма» (1866).

Ценные исторические сочинения:
- «Geschichte Spaniens zur Zeit der Französischen Revolution» (Берлин, 1861);
- «Geschichte Spaniens vom Ausbruch der französischen Revolution bis auf unsere Tage» (3 т., Лейпциг, 1865—71);
- «Jakob Sturm» (1876) — об эльзасском деятеле эпохи Реформации Жакобе Штурме;
- «Ueber Sleidans Leben und Briefwechsel» (Страсбург, 1881);
- «Vor der Bartholomäusnacht» (Страсбург, 1882),
- «История Карла V» / «Geschichte Karls V» (Штутг., 1885).

Целый ряд исторических статей в «Historische Zeitschrift» Зибеля, «Preussische Jahrbücher» и др. периодических изданиях.